# Phoebe faberi
Phoebe faberi är en lagerväxtart som först beskrevs av William Botting Hemsley, och fick sitt nu gällande namn av Woon Young Chun. Phoebe faberi ingår i släktet Phoebe och familjen lagerväxter. Inga underarter finns listade i Catalogue of Life.